# Guerre de palais
Une guerre de palais, révolte de palais ou révolution de palais, est un conflit armé intra-étatique dans lequel un prince (ou une princesse) se révolte contre un monarque en exercice qui fait partie de sa famille, de la dynastie régnante. Le prince peut se révolter contre un monarque bien établi (typiquement son père, frère, oncle, voire mère) afin de s'emparer du trône pour lui-même immédiatement — soit parce qu'il est trop impatient pour attendre la mort naturelle ou l'abdication du monarque régnant, soit parce qu'il veut évincer des rivaux potentiels — afin d'asseoir son droit supposé à s'installer sur le trône (en) ou pour préserver d'autres droits, privilèges ou intérêts comme un apanage, une alliance ou des sources revenues que le monarque aurait bafoués, ou qu'il n'aurait pas accordés ou garantis.
À l'instar des guerres de succession, les rébellions de palais représentaient une forme courante de guerre dans l'histoire humaine ; elle se raréfient après 1900 en raison de la disparition des monarchies absolues,.

## Définition
Les révoltes ou rébellions de princes sont parfois décrites par des expressions ambiguës comme « luttes ou conflits dynastiques » ou « luttes ou conflits ou litiges de succession » ; toutefois elles ne sont pas systématiquement synonymes. Même si ces termes sont parfois interchangeables avec « guerre de succession », les révoltes de princes ne procèdent pas toujours d'une crise de succession (en) : elles sont dirigées contre un monarque solidement établi, largement reconnu comme légitime. Les spécialistes sont parfois en désaccord sur le terme qui qualifie le mieux un conflit précis, par exemple le conflit dynastique Mogol de 1657–1661, qui recouvre plusieurs conflits, phases et factions. Les deux types de conflits, toutefois, peuvent provenir d'une cause identique : la création d'une souche branche cadette en lignée collatérale (en), qui provoque des guerres de succession à la mort du monarque, ainsi que les révoltes des princes et cousins de branches cadettes (en) alors que le monarque est encore en vie.